# Michał Krupiński

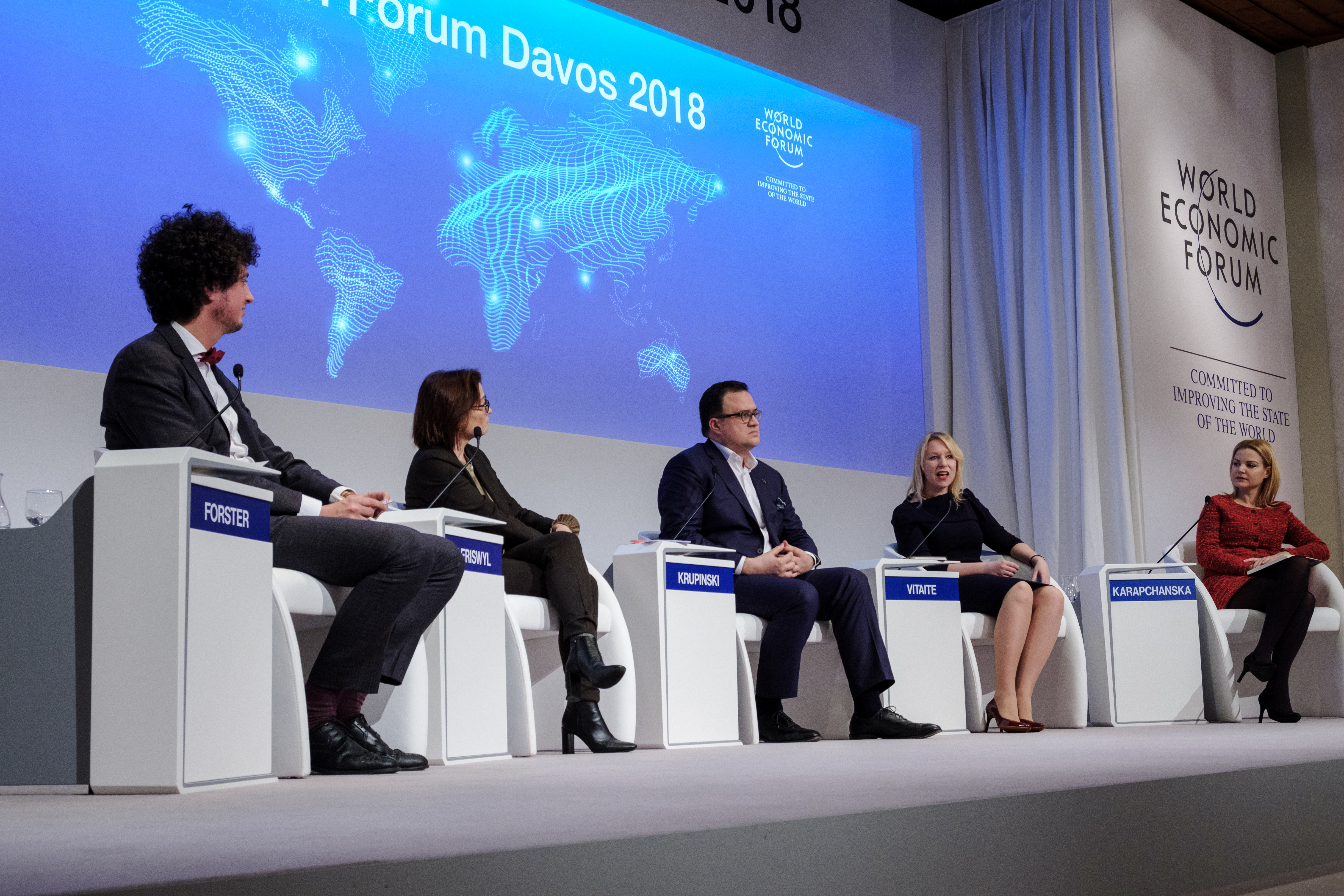
Michał Krupiński (w środku) na Światowym Forum Ekonomicznym w Davos (2018)

Michał Krupiński (ur. 12 lutego 1981 w Krakowie) – polski ekonomista, w latach 2006–2007 podsekretarz stanu w Ministerstwie Skarbu Państwa. W latach 2016–2017 prezes zarządu PZU, w 2017 wiceprezes zarządu Banku Pekao kierujący pracami zarządu, następnie do 2019 prezes zarządu tego banku.

## Życiorys
Absolwent Szkoły Głównej Handlowej w Warszawie, kształcił się także w zakresie ekonomii m.in. w Belgii. Ukończył program MBA na Columbia University Graduate School of Business, studiował także na Uniwersytecie Harvarda.
W latach 2003–2005 pracował w Sekretariacie Generalnym Parlamentu Europejskiego. W 2005 został doradcą grupy Unia na rzecz Europy Narodów, m.in. w komisjach zajmujących się gospodarką. Od marca 2006 do listopada 2007 zajmował stanowisko podsekretarza stanu w Ministerstwie Skarbu Państwa. W 2008 został zastępcą dyrektora wykonawczego w Banku Światowym, a w 2011 został dyrektorem zarządzającym na Europę Środkową i Wschodnią w Bank of America Merrill Lynch.
W styczniu 2016 został powołany na prezesa zarządu PZU. Funkcję tę pełnił do marca 2017. Przeprowadził transakcje nabycia Banku Pekao oraz nabycia Banku BPH przez Alior Bank, współtworzył Towarzystwo Ubezpieczeń Wzajemnych PZUW. Był także przewodniczącym rady nadzorczej Alior Banku. W czerwcu 2017 powołany w skład zarządu Banku Pekao jako wiceprezes kierujący zarządem. W listopadzie 2017 otrzymał zgodę Komisji Nadzoru Finansowego na pełnienie funkcji prezesa zarządu Banku Pekao, zrezygnował z niej w listopadzie 2019, motywując tę decyzję zamiarem kontynuowania kariery zawodowej za granicą. W lutym 2021 powołany do rady nadzorczej Gemini Polska.
Deklaruje znajomość języków angielskiego, francuskiego, niemieckiego i hiszpańskiego.

## Wyróżnienia
- Tytuł „Young Global Leader” przyznawany przez Światowe Forum Ekonomiczne (2012)[14]
- Tytuł „Bankowy Menedżer Roku 2017” przyznawany przez „Gazetę Bankową” (2018)[15]